# Hanagere, Tirthahalli
Hanagere là một làng thuộc tehsil Tirthahalli, huyện Shimoga, bang Karnataka, Ấn Độ.